# Тягодутьевые машины
Тягодутьевые машины — устройства, обеспечивающие принудительное (не зависящее от разницы плотностей нагретых газов в системе и наружного воздуха) перемещение воздуха и дымовых газов в технологических системах котельных установок, промышленных печей и других системах сжигания топлива в топках. В настоящее время, как правило, представляют собой ротационные лопастные нагнетательные машины с 1—2 ступенями, повышающие давление среды на 0,7—3 кПа. Если требуется большее повышение давления и большее число ступеней, говорят уже о компрессорной технике.

## Применение
Тягодутьевые машины позволяют обеспечить горение топлива вне зависимости от внешних условий, влияющих на тягу. Топки и другие элементы газовоздушного тракта топливопотребляющих установок можно сделать более компактными, отказаться от высоких труб (для паровозов и крупных энергетических котлов устроить естественную тягу достаточной силы было бы очень сложно). Рециркуляция газов, применяемая в современных установках, без специальной машины была бы невозможна. Работа некоторых типов горелок невозможна без принудительной подачи воздуха под давлением (нагнетатель может быть встроен в горелку); принудительное дутьё позволяет распределить подачу воздуха по зонам горения оптимально, без него немыслимо сжигание в кипящем слое.
В небольших установках (бытовых печах, маломощных котлах на жидком и газообразном топливе или со слоевым сжиганием твёрдого топлива) применение тягодутьевых машин может быть неоправданно — они усложняют конструкцию и требуют энергии (как правило, электрической) для своей работы.
Вентиляторы перемещают воздух, забираемый в установку снаружи.
Дымососы работают над продуктами сгорания, удаляемыми из установки. Также в некоторых котлах на газообразном и жидком топливе есть специальные дымососы, возвращающие часть дымовых газов в топку для подавления окислов азота.
Внешне дымосос можно отличить от вентилятора по наличию на нём теплоизоляции.
Чем меньше объём перекачиваемой среды, тем меньше работа машины, а объём газов зависит от температуры. Поэтому вентиляторы стремятся поставить перед любыми устройствами подогрева воздуха (кроме необходимых для предотвращения обмерзания машины), а дымосос — после всех поверхностей нагрева, отбирающих теплоту от газов. Поскольку уходящие газы, как правило, значительно теплее воздуха, а их массовый и молярный расход больше, дымососы требуют большей энергии на привод, чем вентиляторы, на одной и той же технологической установке.
Условия работы дымососов гораздо тяжелее, чем у вентиляторов, по причине коррозионной активности дымовых газов, содержания в них абразивных золовых частиц, проскакивающих через улавливатели (для твердотопливных котлов), высоких температур, его износ часто происходит очень быстро. Проще было бы для создания принудительного движения газов обойтись только вентиляторами. Однако, если тяга трубы не позволяет поддерживать по всему газовому тракту давление ниже наружного (котёл с наддувом), для предотвращения утечек газов в котельное помещение при этом требуется делать топку и тракт газоплотными (герметичными). Крупные установки работают, как правило, с уравновешенной тягой — совместная работа вентиляторов и дымососов поддерживает в топке давление около атмосферного, в воздушном тракте наддув и в газовом тракте разрежение. Газовый тракт всё равно при этом стремятся сделать по возможности газоплотным, поскольку присасываемый воздух создаёт дополнительную нагрузку на дымососы.

## Конструкция
Тягодутьевые машины, как и компрессоры, делятся на осевые (газ нагнетается вдоль оси вращения) и центробежные (вход среды по оси, лопатками она разбрасывается к периферии). Центробежные машины могут иметь на рабочем колесе лопатки, загнутые вперёд или лопатки, загнутые назад. Машины с лопатками, загнутыми вперёд, наиболее компактны и позволяют развивать больший напор при меньшей скорости вращения, однако их КПД низок (60—70 %). Поэтому на современных энергетических установках ставят машины с лопатками, загнутыми назад (КПД 83—87 %), или осевые машины с промежуточными между ними значениями напора и КПД.

### Мельницы-вентиляторы
Это устройства для размола твёрдого топлива, в процессе работы создающие на входе разрежение, достаточное для забора из топки газов с температурой 900—1000 °C, которые нужны для сушки топлива. Используются в индивидуальных системах пылеприготовления энергетических котлов с камерными топками при сжигании высоковлажных углей (Wr>50 %); позволяют держать бо́льшую часть топливного тракта под разрежением, что уменьшает запылённость помещений. Ротор представляет собой кольцевой (в который подаётся топливо и присасываются сушильные газы) и сплошной (со стороны привода) диски, соединённые плоскими радиальными лопатками с броневыми плитами на лобовой стороне; он вращается в корпусе, состоящем из броневых плит и сверху открывающемся в сепаратор пыли.

### Эжекционные дымовытяжные установки
Эжекционные дымовытяжные установки применялись на паровозах и получили название конусное устройство. В таких установках для создания тяги использовался выброс в дымовую трубу отработанного пара. Преимуществом эжекционной установки перед ротационными машинами является её предельная простота и отсутствие движущихся частей, что обеспечивало очень большой срок службы. Недостаток — создание противодавления на выходе пара из машины и снижения общего КПД паровоза.